# Marta Gardolińska
Marta Gardolińska (ur. w 1988 w Warszawie) – polska dyrygentka.

## Życiorys
Studiowała grę na flecie i dyrygenturę na Uniwersytecie Muzycznym Fryderyka Chopina w Warszawie. Studia kontynuowała w latach 2010–2014 na Universität für Musik und darstellende Kunst Wien, w zakresie dyrygentury i śpiewu chóralnego. Finalistka wielu konkursów, m.in. zdobyła III nagrodę oraz nagrodę specjalną orkiestry na Międzynarodowym Konkursie Dyrygenckim im. Feliksa  Mendelssohna w Salonikach w Grecji. W sezonie 2017/2018 pełniła funkcję głównego dyrygenta i dyrektora artystycznego TU Orchester Vienna. W latach 2021–2024 była pierwszą kobietą na stanowisku dyrektora muzycznego Opéra National de Lorraine, a w latach 2022–2024 – pierwszą dyrygentką gościnną Orquestra Sinfònica de Barcelona. Dyrygowała orkiestrami europejskimi, w tym polskimi, oraz amerykańskimi. Równolegle z działalnością symfoniczną prowadzi działalność operową, m.in. pełniła funkcję drugiej dyrygentki w Johann-Strauss-Operette Wien (2013–2015).  
W 2016 została uhonorowana tytułem Wybitny Polak w Austrii w kategorii „Kultura”. W 2024 otrzymała Doroczną Nagrodę Ministra Kultury i Dziedzictwa Narodowego w kategorii „Muzyka”.